# Élections au Parlement de La Rioja de 2023
Les élections au Parlement de La Rioja de 2023 (en espagnol : elecciones al Parlamento de La Rioja de 2023) se tiennent le dimanche 28 mai 2023, afin d'élire les 33 députés de la XIe législature du Parlement de La Rioja pour un mandat de quatre ans.

## Mode de scrutin
Le Parlement de La Rioja (Parlamento de La Rioja) est une assemblée parlementaire monocamérale constituée de 33 députés (diputados), élus pour une législature de quatre ans au suffrage universel direct selon les règles du scrutin proportionnel d'Hondt par l'ensemble des personnes résidant dans la communauté autonome où résidant momentanément à l'extérieur de celle-ci, si elles en font la demande.

### Convocation du scrutin
Conformément à l'article 17 du statut d'autonomie de La Rioja, le Parlement est élu pour un mandat de quatre ans. L'article 22 de la loi électorale de La Rioja du 21 mars 1991 précise que les élections sont convoquées par le président de La Rioja au moyen d'un décret publié le cinquante-quatrième jour précédant la date des élections.

### Nombre de députés
Puisque l'article 17 du statut d'autonomie prévoit que le nombre de députés « sera fixé entre 32 et 40 », l'article 19 de la loi électorale dispose que le nombre de parlementaires est fixé à 33, ce même article du statut faisant du territoire de la communauté autonome une circonscription unique,.

### Présentation des candidatures
Peuvent présenter des candidatures, : 
- les partis ou fédérations politiques enregistrées auprès du registre des associations politiques du ministère de l'Intérieur ;
- les coalitions électorales de ces mêmes partis ou fédérations dûment constituées et inscrites auprès de la commission électorale au plus tard 15 jours après la convocation du scrutin ;
- et les électeurs de la circonscription, s'ils représentent au moins 1 % des inscrits.

### Répartition des sièges
Seules les listes ayant recueilli au moins 5 % des suffrages valides — qui correspondent au total des suffrages exprimés et des votes blancs — dans la circonscription peuvent participer à la répartition des sièges à pourvoir dans cette même circonscription, qui s'organise en suivant différentes étapes : 
- les listes sont classées en une colonne par ordre décroissant du nombre de suffrages obtenus ;
- les suffrages de chaque liste sont divisés par 1, 2, 3... jusqu'au nombre de députés à élire afin de former un tableau ;
- les mandats sont attribués selon l'ordre décroissant des quotients ainsi obtenus[7],[8].

Lorsque deux listes obtiennent un même quotient, le siège est attribué à celle qui a le plus grand nombre total de voix ; lorsque deux candidatures ont exactement le même nombre total de voix, l'égalité est résolue par tirage au sort et les suivantes de manière alternative.

## Campagne

### Principales forces politiques
| Force politique | Force politique                                                          | Force politique                 | Idéologie                                                                       | Chef de file                                       | Résultats en 2019          |
| --------------- | ------------------------------------------------------------------------ | ------------------------------- | ------------------------------------------------------------------------------- | -------------------------------------------------- | -------------------------- |
|                 | Parti socialiste ouvrier espagnol (es) Partido Socialista Obrero Español | PSOE                            | Centre gauche Social-démocratie, progressisme, régionalisme                     | Concha Andreu (Présidente)                         | 38,7 % des voix 15 députés |
|                 | Parti populaire (es) Partido Popular                                     | PP                              | Centre droit à droite Libéral-conservatisme, démocratie chrétienne              | Gonzalo Capellán (Ancien conseiller à l'Éducation) | 33,1 % des voix 12 députés |
|                 | Ciudadanos (fr) Citoyens                                                 | Cs                              | Centre droit à droite Libéralisme, réformisme, unionisme                        | Ángel Daniel Íñiguez                               | 11,5 % des voix 4 députés  |
|                 | Unidas Podemos (fr) Unies, nous pouvons                                  | UP                              | Gauche à extrême gauche Progressisme, socialisme démocratique, antimondialisme  | Henar Moreno                                       | 6,7 % des voix 2 députés   |
|                 | Partido Riojano+Espagne Vidée (fr + es) Parti de La Rioja+España Vaciada | PR+E                            | Centre Progressisme, régionalisme                                               | Inmaculada Sáenz                                   | 4,6 % des voix 0 député    |
|                 | Vox                                                                      | Vox                             | Droite radicale à extrême droite Néo-franquisme, centralisme, ultranationalisme | Ángel Alda                                         | 3,9 % des voix 0 député    |
|                 | Por La Rioja (fr) Pour La Rioja                                          | Por La Rioja (fr) Pour La Rioja | Régionalisme                                                                    | Sonsoles Soriano                                   | Inexistant                 |

## Résultat

### Participation
| Taux de participation | En 2019 | En 2023 | Différence |
| --------------------- | ------- | ------- | ---------- |
| à 14 heures           | 36,93 % | 44,17 % | 7,24       |
| à 18 heures           | 51,23 % | 58,31 % | 7,08       |
| à 20 heures           | 65,94 % | 67,79 % | 1,85       |

### Voix et sièges
| Représentation en hémicycle sur un axe gauche-droite du résultat. |                                               |         |        |       |        |               |
| Partis                                                            | Partis                                        | Voix    | %      | +/-   | Sièges | +/-           |
|                                                                   | Parti populaire (PP)                          | 76 205  | 45,38  | 12,32 | 17     | 5             |
|                                                                   | Parti socialiste ouvrier espagnol (PSOE)      | 53 562  | 31,90  | 6,77  | 12     | 3             |
|                                                                   | Vox                                           | 12 773  | 7,61   | 3,74  | 2      | 2             |
|                                                                   | Unidas Podemos (UP)                           | 8 543   | 5,09   | 1,56  | 2      | en stagnation |
|                                                                   | Partido Riojano+Espagne Vidée (PR+E)          | 6 016   | 3,58   | 1,03  | 0      | en stagnation |
|                                                                   | Por La Rioja (PLRi)                           | 4 349   | 2,59   | Nv    | 0      | en stagnation |
|                                                                   | Ciudadanos (Cs)                               | 1 473   | 0,88   | 10,65 | 0      | 4             |
|                                                                   | Parti animaliste avec l'environnement (PACMA) | 1 065   | 0,63   | 0,03  | 0      | en stagnation |
|                                                                   | Autres                                        | 1 573   | 0,94   | –     | 0      | en stagnation |
|                                                                   | Blanc                                         | 2 360   | 1,41   |       |        |               |
|                                                                   |                                               |         |        |       |        |               |
| Votes valides                                                     | Votes valides                                 | 167 919 | 98,33  |       |        |               |
| Votes nuls                                                        | Votes nuls                                    | 2 860   | 1,67   |       |        |               |
| Total                                                             | Total                                         | 170 779 | 100,00 | –     | 33     | en stagnation |
| Abstentions                                                       | Abstentions                                   | 81 140  | 32,21  |       |        |               |
| Inscrits / Participation                                          | Inscrits / Participation                      | 251 919 | 67,79  |       |        |               |

### Analyse
Le scrutin est marqué par la victoire du Parti populaire (PP), qui conquiert la majorité absolue des sièges, recueillant 20 000 voix et cinq sièges de député de plus qu'en 2019. Il évite ainsi de dépendre de Vox, qui gagne 6 000 suffrages et accède, pour la première fois, au Parlement. Ciudadanos, qui comptait quatre députés depuis deux législatures, en sort, ne conservant que 1 400 de ses 18 000 voix de 2019.
Quatre ans seulement après avoir mis fin à vingt-quatre années consécutives de pouvoir du PP, le Parti socialiste (PSOE) est renvoyé dans l'opposition, comme les sondages l'indiquaient, avec une perte de 11 000 voix. Le mandat de la présidente sortante, Concha Andreu, a été marquée aussi bien par l'adoption de nombreuses lois et la défense du service public que par de nombreux renvois au sein de son exécutif et sa dépendance à Podemos et Izquierda Unida (IU). Unidas Podemos maintient les deux sièges conquis en 2019, mais en recul de 2 500 bulletins.
La bataille non-déclarée entre la coalition La Rioja Ahora (PR+E) et Por La Rioja se résout par un match nul, aucun des deux ne parvenant à accéder au Parlement et à se révéler déterminant pour la formation du prochain gouvernement. Le résultat de PR+E se révèle même en recul d'environ 1 600 voix par rapport au Partido Riojano seul en 2019.